# Choi Tae-joon
Đây là một tên người Triều Tiên, họ là Choi.
Choi Tae Joon (tiếng Hàn: 최태준, sinh ngày 7 tháng 7 năm 1991) là diễn viên người Hàn Quốc. Một trong những vai diễn sáng giá nhất của anh là con trai của nhân vật chính trong phim Padam Padam... The Sound of His and Her Heartbeats (2011), và vai sinh viên bị bắt nạt  trong bộ phim webtoon Adolescence Medley (2013). Anh trở thành người dẫn chương trình dài hạn trong chương trình truyền hình thực tế Hàn Quốc Hello Counselor vào tháng 9 sau hai tuần được làm khách mời vào cuối tháng 8 năm 2016.

## Đời tư
Ngày 7 tháng 3 năm 2018, Huayi Brothers xác nhận rằng Choi Tae-joon đã hẹn hò với nữ diễn viên Park Shin-hye kể từ cuối năm 2017.
Ngày 23 tháng 11 năm 2021, công ty chủ quản của Park Shin-hye thông báo rằng cô đang mang thai và chuẩn bị kết hôn với Choi Tae-joon. Họ kết hôn vào ngày 22 tháng 1 năm 2022, trước sự chứng kiến của bạn bè và gia đình trong một lễ cưới tại nhà thờ ở Seoul.
Ngày 31 tháng 5 năm 2022, công ty chủ quản của Park Shin-hye thông báo rằng cô đã hạ sinh một bé trai khoẻ mạnh tại bệnh viện Seoul. Cả cô và em bé đều có sức khoẻ tốt. Chồng cô Choi Tae-joon và gia đình ở bên 2 mẹ con để chúc mừng sự kiện trọng đại này.

## Phim truyền hình
| Năm  | Tiêu đề                                            | Vai trò                                           | Kênh     | Tham khảo     |
| ---- | -------------------------------------------------- | ------------------------------------------------- | -------- | ------------- |
| 2001 | Piano                                              | Lee Kyung-ho lúc nhỏ                              | SBS      | [ 10 ]        |
| 2002 | Magic Kid Masuri                                   | Min Ho-soo                                        | KBS2     | [ 11 ]        |
| 2011 | Padam Padam... The Sound of His and Her Heartbeats | Im Jung                                           | jTBC     | [ 12 ]        |
| 2012 | The King of Dramas                                 | Oh In-sung, diễn viên trong Elegant Revenge tập 1 | SBS      | [ 13 ]        |
| 2012 | The Great Seer                                     | Yi Bang-won                                       | SBS      | [ 14 ]        |
| 2013 | Ugly Alert                                         | Gong Hyun-seok                                    | SBS      | [ 15 ] [ 16 ] |
| 2013 | Adolescence Medley                                 | Lee Yeok-ho                                       | KBS2     | [ 3 ]         |
| 2014 | Mother's Garden                                    | Cha Ki-joon                                       | MBC      | [ 17 ]        |
| 2015 | Cặp đôi ngoại cảm                                  | Ye Sang-gil                                       | SBS      | [ 18 ]        |
| 2015 | All About My Mom                                   | Lee Hyung-soon                                    | KBS2     | [ 19 ]        |
| 2016 | The Flower in Prison                               | Sung Ji-heon                                      | MBC      | [ 20 ]        |
| 2017 | 9 người mất tích                                   | Choi Tae-ho                                       | MBC      | [ 21 ]        |
| 2017 | Đối tác đáng ngờ                                   | Ji Eun-hyuk                                       | SBS      | [ 22 ]        |
| 2018 | Exit                                               | Do Kang-soo                                       | SBS      | [ 23 ]        |
| 2018 | The Undateables                                    | Choi Jun-soo                                      | SBS      | [ 24 ]        |
| 2021 | So I Married the Anti-fan                          | Hoo Joon                                          | Naver TV | [ 25 ]        |
| 2021 | The Man's Voice                                    | Baek Tae Hwa                                      | iqyyi    |               |

## Điện ảnh
| Năm  | Tiêu đề   | Vai trò     |
| ---- | --------- | ----------- |
| 2003 | Project X |             |
| 2012 | Pacemaker | Min Yoon-ki |
| 2016 | Eclipse   | Se-joon     |
|      |           |             |

Web series
| Năm  | Tiêu đề            | Vai trò | Kênh          |
| ---- | ------------------ | ------- | ------------- |
| 2017 | 109 Strange Things | KDI-109 | Naver TV Cast |

## Video ca nhạc
| Năm  | Ca khúc               | Ca sĩ        |
| ---- | --------------------- | ------------ |
| 2013 | "Bye Bye Happy Days!" | Kara         |
| 2017 | "When we were two"    | Urban Zakapa |

## Chương trình thực tế
| Năm  | Tiêu đề            | Kênh     | Vai trò    | Ghi chú                                            |
| ---- | ------------------ | -------- | ---------- | -------------------------------------------------- |
| 2014 | Radio Star         | MBC      | Khách mời  | Tập 404                                            |
| 2015 | Running Man        | SBS      | Chính anh  | Tập 230                                            |
| 2016 | Happy Together     | KBS2     | Khách mời  | Tập 441                                            |
| 2016 | Celebrity Bromance | MBig TV  | Thành viên | Mùa 2 với Zico (Block B)                           |
| 2016 | Tasty Road         | Olive TV | Khách mời  | Tập 18                                             |
| 2016 | Hello Counselor    | KBS      | MC         | Khách mời tập 286-287; dẫn chương trình từ tập 288 |
| 2016 | We Got Married     | MBC      | Thành viên | Mùa 4 với Bomi (Apink) (tập 341-363)               |
| 2016 | Running Man        | SBS      | Chính anh  | Tập 343                                            |
| 2016 | Zipbob 2           | TVN      | Khách Mời  | Tập 14                                             |

## Giải thưởng và đề cử
| Năm  | Giải thưởng                           | Thể loại                                              | Đề cử                | Kết quả   | Chú thích |
| ---- | ------------------------------------- | ----------------------------------------------------- | -------------------- | --------- | --------- |
| 2014 | 2nd Asia Rainbow TV Awards            | Diễn viên hỗ trợ xuất sắc                             | Ugly Alert           | Đề cử     |           |
| 2014 | MBC Drama Awards 2014                 | Diễn viên mới xuất sắc                                | Mother's Garden      | Đoạt giải | [ 26 ]    |
| 2015 | KBS Drama Awards 2015                 | Diễn viên mới xuất sắc                                | All About My Mom     | Đề cử     |           |
| 2015 | KBS Drama Awards 2015                 | Cặp đôi xuất sắc (với Jo Bo-ah)                       | All About My Mom     | Đề cử     |           |
| 2016 | MBC Drama Awards 2016                 | Giải xuất sắc, diễn viên trong dự án phim đặc biệt    | The Flower in Prison | Đề cử     |           |
| 2016 | Lễ trao giải KBS Entertainment Awards | Giải tân binh trong Talk Show                         | Hello Counselor      | Đoạt giải | [ 27 ]    |
| 2017 | Asia Artist Awards lần 2              | Giải làn sóng mới                                     | —                    | Đoạt giải | [ 28 ]    |
| 2017 | MBC Drama Awards 2017                 | Giải nhân vật xuất sắc                                | 9 người mất tích     | Đoạt giải | [ 29 ]    |
| 2017 | SBS Drama Awards 2017                 | Giải xuất sắc, diễn viên phim truyền hình thứ 4-thứ 5 | Đối tác đáng ngờ     | Đề cử     |           |
| 2018 | 3rd Asia Artist Awards                | Icon xuất sắc                                         | —                    | Đoạt giải | [ 30 ]    |